# Gene Pyrz
Gene Pyrz (30 maggio 1956 – Winnipeg, 25 febbraio 2014) è stato un attore canadese.

## Biografia
Ha iniziato la sua carriera nei primi anni novanta ed ha preso parte in circa 20 ruoli, fino al 2011. Tra questi, vi è Jake in Cinderella Man - Una ragione per lottare con Russell Crowe.
Il 25 febbraio del 2014, morì di cancro a 57 anni.